# Coquimatlán (gemeente)
Coquimatlán is een gemeente in de Mexicaanse deelstaat Colima. De hoofdplaats van Coquimatlán is Coquimatlán. Coquimatlán heeft een oppervlakte van 320 km² en 17.363 inwoners (census 2005).
Armería · Colima · Comala · Coquimatlán · Cuauhtémoc · Ixtlahuacán · Manzanillo · Minatitlán · Tecomán · Villa de Álvarez